# Piero Scaruffi
Piero Scaruffi (nascido em 26 de abril de 1955) é um consultor de software freelancer ítalo-americano e professor universitário que mantém um site de música no qual suas resenhas são publicadas. Scaruffi também analisa muitos filmes. Ele criou sua própria sociedade editorial chamada Omnipublishing que lança exclusivamente seus livros sobre música e ciência.
Desde 1983, Scaruffi reside no Vale do Silício, Califórnia.
O site de Scaruffi, que cobre uma ampla variedade de tópicos, foi objeto de um artigo de 2006 de Dan Morrell no The New York Times.

## Biografia

### Infância e educação
Scaruffi nasceu em 26 de abril de 1955 em Trivero, uma comuna italiana da Província de Biella da Itália. Ele se formou na Universidade de Turim em 1982, com um diploma em Matemática.

### Carreira
Por vários anos, ele trabalhou para Olivetti em inteligência artificial. Foi pesquisador visitante da Universidade de Harvard e da Universidade de Stanford (conduzindo pesquisas sobre Inteligência Artificial e Ciência Cognitiva), lecionou "A Natureza da Mente" e "História do Conhecimento" (mais recentemente na U.C. Berkeley) e fez publicações sobre inteligência artificial e ciência cognitiva, incluindo o Thinking About Thought (2003) e The Nature of Consciousness (2006).
Seu trabalho visa unir inteligência artificial, matemática, ciências e arte. Como consultor de software, ele trabalhou em aplicativos da Internet, Inteligência Artificial e design orientado a objetos no Vale do Silício. Ele é um americano naturalizado italiano. Ele também escreve sobre música. Ele publicou livros sobre a Omniware, uma editora da qual ele também é presidente e fundador. Até agora, a Omniware lançou exclusivamente livros da Scaruffi. Ele publicou livros sobre a história do rock, jazz, música de vanguarda e música popular moderna. Um deles, A History of Rock Music, 1951–2000, publicado pelo iUniverse em 2003, abrange 50 anos do gênero; Scaruffi estimou que havia vendido 1.500 cópias em 2006. Seus escritos sobre música estão hospedados on-line em seu próprio site, scaruffi.com, e incluem uma história do jazz e uma história da música clássica moderna. O site, especialmente sua seção de música, foi objeto de um artigo no The New York Times de Dan Morrell em 15 de outubro de 2006. Morrell observou o volume "impressionante" do trabalho de Scaruffi, uma vez que o site é "uma operação individual". De 2000 a 2003, ele foi membro do Conselho de Administração da revista Leonardo. Ele presidiu, entre outros, a conferência do Big Bang de junho de 2008 na UC-Berkeley. Ele também compilou uma extensa "Bibliografia anotada de" tópicos relacionados à mente.
Ele dirige o Leonardo Art Science Eveningings (LASERS) na Universidade de São Francisco e na Universidade Stanford desde 2008. Ele também dirige os eventos trimestrais interdisciplinares SMMMASH na Universidade de Stanford. Scaruffi está envolvido na organização e moderação de eventos para os Estudos Continuados de Stanford.

### Visão do mundo
O ateísmo de Scaruffi é aparente por sua crença de que "a religião é o mal supremo, porque se baseia em uma mentira (Deus existe)".

## Livros
Livros sobre música
- Le origini gli anni d'oro: 1954-1966. Arcana Editrice. Milan: [s.n.] 1989. ISBN 978-8-88-585938-8
- Underground & progressive: 1967-1973. Arcana Editrice. Milan: [s.n.] 1989. ISBN 978-8-88-585939-5 (Volume 2 da série Storia del Rock do Arcana)
- Dal glam al punk: 1974-1980. Arcana Editrice. Milan: [s.n.] 1990. ISBN 978-8-88-585997-5 (Volume 3 da série Storia del Rock do Arcana)
- Anni '80 e oltre: 1981-1990. Arcana Editrice. Milan: [s.n.] 1990. ISBN 978-8-88-585995-1 (Volume 4 da série Storia del Rock do Arcana)
- Guida all'avanguardia e alla New Age. Arcana Editrice. Milan: [s.n.] 1991. ISBN 978-8-88-585967-8
- Il nuovo rock americano degli anni '90. Arcana Editrice. Milan: [s.n.] 1994. ISBN 978-8-87-966055-6 (Volume 5 da série Storia del Rock do Arcana)
- Nuovi poeti rock americano. Arcana Editrice. Padua: [s.n.] 1994. ISBN 978-8-87-966030-3
- Enciclopedia della musica New Age: elettronica, ambientale, pan-etnica. Arcana Editrice. Padua: [s.n.] 1996. ISBN 978-8-87-966073-0
- Europa, Canada, Oceania e Giappone: gli anni '90. Arcana Editrice. Padua: [s.n.] 1997. ISBN 978-8-87-966076-1 (Volume 6 da série Storia del Rock do Arcana)
- A History of Rock Music: 1951-2000. iUniverse. New York: [s.n.] 2003. ISBN 0-595-29565-7
- A History of Popular Music before Rock Music. Omniware. Palo Alto: [s.n.] 2007. ISBN 978-0-97-655312-0
- A History of Jazz Music: 1900-2000. Omniware. Palo Alto: [s.n.] 2007. ISBN 978-0-97-655313-7
- A History of Rock and Dance Music. Omniware. Palo Alto: [s.n.] 2009. ISBN 978-0-97-655315-1 (Volume 1: 1951-1989)
- A History of Rock and Dance Music. Omniware. Palo Alto: [s.n.] 2009. ISBN 978-0-97-655316-8 (Volume 2: 1990-2008)

Livros sobre ciência cognitiva e inteligência artificial
- L'Intelligenza artificiale: una guida per il programmatore. Franco Muzzio. Padua: [s.n.] 1987. ISBN 978-8-87-021422-2 (Volume 9 da série Intelligenza Artificiale e Robotica de Muzzio)
- La mente artificiale: realtà e prospettive della "macchina pensante". Angeli. Milan: [s.n.] 1991. ISBN 978-8-82-046805-7 (Volume 10 da série Prometheus, de Angeli)
- La fabbrica del pensiero: nuove frontiere dell'intelligenza artificiale. La Stampa. Turn: [s.n.] 1996. ISBN 978-8-87-783080-7
- Thinking about Thought: A Primer on the New Science of Mind. Writers Club Press. New York: [s.n.] 2003. ISBN 978-0-59-526420-9
- The Nature of Consciousness: The Structure of Life and the Meaning of Matter. Omniware. Palo Alto: [s.n.] 2006. ISBN 978-0-97-655311-3
- Intelligence Is Not Artificial. Omniware. Palo Alto: [s.n.] 2013. ISBN 978-0-97-655319-9
- Thinking about Thought. Createspace. Seattle: [s.n.] 2015. ISBN 978-1503361065
- Intelligence Is Not Artificial - Expanded edition. Createspace. Seattle: [s.n.] 2018. ISBN 978-1984101457
- Humankind 2.0. Citic. Beijing: [s.n.] 2017. ISBN 978-7-5086-7176-5

Outros livros
- Il terzo secolo: almanacco della società americana alla fine del millenio. Feltrinelli. Milan: [s.n.] 1996. ISBN 978-8-80-781367-2 (Volume 1367 da série de livros Universale economico, de Feltrinelli)
- Synthesis: Essays, Photographs, Poems. Omniware. Palo Alto: [s.n.] 2009. ISBN 978-0-97-655317-5
- A History of Silicon Valley: The Largest Creation of Wealth in the History of the Planet. Omniware. Palo Alto: [s.n.] 2011. ISBN 978-0-97-655318-2 (co-escrito com Arun Rao)
- A Brief History of Knowledge: From 3000 BC to the 21st Century. CreateSpace. [S.l.: s.n.] 2014. ISBN 978-1-50-052665-8
- A History of Silicon Valley: Third Edition. Createspace. Seattle: [s.n.] 2016. ISBN 978-1508758730
- 100 Years of Silicon Valley. PT. Beijing: [s.n.] 2017. ISBN 978-7-115-42996-4